# 데스티노 (1990년 텔레노벨라)
《데스티노》(스페인어: Destino)은 1990년 방영된 멕시코의 텔레노벨라이다.